# Bäckveronika
Bäckveronika (Veronica beccabunga), även bäckgröna, är en växtart i familjen grobladsväxter. Arten har stort utbredningsområde och förekommer i större delen av Europa, Kanarieöarna, Nordafrika till Etiopien och österut till Mongoliet västra Sibirien och Kina. I Skandinavien finns arten i de södra delarna. Bäckveronika växer i rännilar och dikesbäckar, där den bildar mattor av mörk, saftig grönska på dyig botten. 
Bäckveronika är en flerårig ört, kal och något köttig. Stjälkarna blir upp till 60 cm långa, de är nedliggande eller uppstigande och rotar sig vid noderna. Bladen är näst intill oskaftade, brett ovala med grunt naggade eller nästan helbräddade kanter. Blommorna sitter i glesa klasar i de övre bladvecken. Kronan är mörkt blå och cirka 5 mm i diameter. Frukten är en hjärtlikt rundad kapsel.
I Sverige blommar bäckveronikan i juli-augusti.
Arten kan indelas i tre underarter. subsp. beccabunga förekommer i Europa, Nordafrika och österut till Kaukasus. I Kaukasus och Mellanöstern förekommer även subsp. abscondita. Längre österut ersätts dessa underarter av. subsp. muscosa. 

## Användning
Växtens täta skott övervintrar gröna under snön, och man har förr använt dem under vintern och våren som ersättning för kål eller sallat.